# Eurhopalothrix cinnamea
Eurhopalothrix cinnamea är en myrart som beskrevs av Taylor 1970. Eurhopalothrix cinnamea ingår i släktet Eurhopalothrix och familjen myror. Inga underarter finns listade i Catalogue of Life.